# Jan Lööf
Pour les articles homonymes, voir Lööf.
Jan Lööf (né le 30 mai 1940 à Trollhättan) est un auteur de bande dessinée et de livres jeunesse suédois.

## Biographie
Sa première bande dessinée, Felix (sv), publiée de 1967 à 1973, lui vaut une reconnaissance immédiate. Il s'est ensuite diversifié vers la télévision (comme acteur puis directeur de dessins animés) et le livre pour enfants, domaine dans lequel il est le plus reconnu depuis les années 1990.
En 2022, il est sélectionné pour le prestigieux prix international, le Prix commémoratif Astrid-Lindgren.

## Distinctions
- 1968 : Prix Adamson du meilleur auteur suédois pour l'ensemble de son œuvre
- 1974 : Éfélant de l'Expressen (sv) pour Sagan om det röda äpplet
- 1976 : Bourse 91:an
- 1977 : Plaquette Elsa Beskow (sv)
- 2005 : Bokjuryn (sv) catégorie « 0-6 ans » pour Pelle i djungeln
- 2009 : Prix Unghunden pour sa contribution à la bande dessinée jeunesse en Suède
- 2010 : Prix Selma Lagerlöf, pour l'ensemble de son œuvre
- 2011 : Prix Astrid Lindgren, pour l'ensemble de son œuvre
- 2022 : Sélection pour le Prix commémoratif Astrid-Lindgren[1]